# スマイルセーフティプロジェクト
スマイルセーフティプロジェクト（SMILE SAFETY PROJECT）は、FM北海道（AIR-G'）が2008年より推進する交通安全キャンペーンプロジェクト。

## 概要
- 主催：AIR-G'（FM北海道）
- 後援：札幌市、北海道、札幌市教育委員会、北海道教育委員会、北海道警察本部、財団法人北海道交通安全協会、社団法人北海道交通安全推進委員会、社団法人北海道安全運転管理者協会、国土交通省北海道開発局、NEXCO東日本
- 協賛：北海道エネルギー、山岡家、プロトコーポレーション他

## 歴史
- 2008年、北海道の死亡交通事故の軽減を目的に「SMILE SAFETY PROJECT〜1万人の笑顔で作る交通安全の輪〜」と題してプロジェクトが開始。
- 2009年、キャンペーンソング『SMILE』を制作。売上の一部を寄付をする活動が開始。
- 2010年2月25日、北海道警察（北海道警察本部交通部長 柴野敏夫 警視正）より感謝状がFM北海道代表取締役社長 佐藤光明に授与。

## 番組
以下の番組の内包番組として放送。

### 現在
- 『大三元』（月-水曜日18:45 - ）
- 『AIR-G' 40 VIBES』（木曜日18:45 - ）
- 『Working for The Weekend』（金曜日17:10 - ）

### 過去
- 『SWEET GREEN』（月-木曜日16:17 - 、2009年3月31日終了）
- 『Spicy Friday』（金曜日16:11 - 、2009年3月27日終了）

### 特別番組
- 『SMILE SAFETY PROJECT2010』（2010年11月23日、火曜日9:00 - 15:55）

パーソナリティ：DJ龍太、松尾亜希子

## キャンペーンソング

### 概要
- 2009年11月23日より『SMILE』が着うたとして先行配信が開始（価格：315円）。
- 2010年10月25日より北海道内のTSUTAYAで1,000枚の限定販売（価格：390円）。

※売上の一部は、社団法人北海道交通遺児の会に寄付。

### ディスコグラフィ
- SMILE

作詞：大谷京介／作曲・編曲：田中一志
ギター演奏：新保知健（インディーズバンド「FLUKE」）　
歌：増子直純＋PAPA B with KTNM）
※「KTNM」は、以下の北海道にゆかりのある人物による特別編成されたコーラスグループ。
KYOSUKE - インディーズバンド「Addiction」の大谷京介
TETSUYA - 「月光グリーン」のテツヤ
TSUTOMU - インディーズバンド「ナナイロマン」のサイトウツトム
NATSU - シンガーソングライターのnatsu（なつ）
NANA - インディーズバンド「小箱」のnana
MOMOKO - ガールズユニット「momonaki」のmomoko（川上桃子）

## キャラクター
乗用車をモチーフにしたキャラクターの名称が公募により「セーフィー」に決定された。